# Восстание на Мадейре
Восстание на Мадейре (4 апреля — 6 мая 1931; также известно как Восстание на островах и Восстание депортированных) — вооруженное восстание против правительства Национальной диктатуры (1926—1933) на острове Мадейра.
Восстание началось ранним утром 4 апреля 1931 года, 8 апреля распространилось на некоторые из Азорских островов и 17 апреля достигло Португальской Гвинеи. Были также попытки вербовки новобранцев в ряды восставших в Мозамбике и на острове Сан-Томе, которые потерпели неудачу. Военные мятежи, запланированные на континенте, так и не произошли.
Мятежные военные на Азорских островах, не имея народной поддержки, сдались без боя между 17 и 20 апреля 1931 года. На Мадейре, где повстанцы завоевали народную поддержку, воспользовавшись недовольством, вызванным ограничительной экономической политикой правительства, восстание было нейтрализовано только 2 мая с прибытием военной экспедиции, которая разгромила силы восставших после семи дней боев. После поражения восстания на Мадейре 6 мая 1931 года мятежники в Португальской Гвинее также сдались.

## Предыстория
За несколько месяцев до начала восстания на Мадейре состоялось Мучное восстание против действий правительства Национальной диктатуры. Чтобы противостоять Великой депрессии, начавшейся в 1929 году, министр финансов Антониу Салазар принял некоторые меры, которые были призваны смягчить её негативные последствия для португальской экономики. Европейский валютный кризис 1931 года усугубил ситуацию, заставив правительство принять ограничительные экономические и финансовые меры. В частности, жёсткий контроль за ввозом на остров зерновых культур ударил по местным сельхозпроизводителям, что привело к народным волнениям. Для поддержания порядка правительство отправило на острова специального делегата полковника Фелисиано Антониу да Силву Леала, поддержанного небольшим военным контингентом. Этот военный контингент через несколько месяцев и поднял мятеж.

## Ход восстания
В составе военного контингента были некоторые высланные из Лиссабона военные, политические и гражданские противники режима, в частности, генерал Соуза Диаш, полковники Фернанду Фрейрия и Жозе Мендеш душ Рейш и бывший министр Мануэл Грегорио Пештана Жуниор. Лидером восстания стал лейтенант медицинской службы Мануэл Феррейра Камойнш.
Мятеж начался в 7:00 утра 4 апреля 1931 года. Военная операция во главе с Камойншем привела к аресту официальных властей острова и занятию государственных учреждений. Генерал Соуза Диаш провозгласил образование Революционной хунты и объявил себя её главой. Революционеры выступили за восстановление конституционного строя, отмененного революцией 1926 года. Революционеры использовали недовольство местных жителей экономической ситуацией для получения народной поддержки и укрепления своего положения.
После успеха на Мадейре группа политиков и военных отправилась на Азорские острова, однако революция не смогла найти народной поддержки. В целом острова остались под контролем правительства.
Также произошли выступления в колониях. 17 апреля оппозиционные военные, дислоцированные в Португальской Гвинее, подняли мятеж и арестовали губернатора колонии. В Мозамбике и на острове Сан-Томе также состоялись мятежи, но они потерпели неудачу уже в самом начале.
Революционное движение было поддержано Парижской лигой, состоявшей из бежавших из Португалии политиков Первой Республики, которые рассчитывали вернуться к власти.
На континенте восстание не приобрело популярности, войска остались верны правительству. В этих условиях члены Парижской лиги начали продвигать идею Республики Атлантида, которая должна была включить территории, занятые восставшими. В ответ власти Португалии обвинили членов Лиги в сепаратизме и в том, что они поставили свои политические интересы выше интересов родины.
Провал распространения восстания на континент негативно сказался на боевом духе восставших. Одновременно правительство смогло собрать достаточно сил, чтобы восстановить контроль над островами. Хунта Соузы Диаша и Парижская лига пытались заручиться поддержкой Великобритании, однако Лондон проявлял симпатии к Салазару и поддержал Национальную Диктатуру, посчитав, что, хоть она и была недемократична, но больше выражала интересы португальского народа, чем демократическая Первая Республика. Великобритании отправила военно-морские силы в воды Мадейры, которые высадились на остров, но не вмешивались в конфликт.

## Подавление восстания
На Азорских островах, в отсутствие народной поддержки восстания, революционеры сдались без боя небольшому контингенту правительственных войск под командованием полковника Фернанду Боржеса между 17 и 20 апреля 1931 года.
На Мадейре, однако, ситуация была более сложной. Народная поддержка восставшим дала уверенность лидерам Хунты, что подавить восстание можно только силой. Правительство столкнулось с серьёзной проблемой: португальский флот был на тот момент ненадежен в политической отношении, кроме того, отправлять войска с континента было рискованным перед лицом возможного выступления оппозиции. Тем не менее, правительство решилось отправить на Мадейру контингент из элитных войск. Министр военно-морского флота Магальянш Коррейя смог мобилизовать флотилию гражданских судов, включая пассажирские, грузовые корабли и даже рыбацкие лодки, для усиления ВМС. Грузовое судно Cubango было переоборудовано в транспорт для гидросамолетов. Экспедиция покинула Лиссабон 24 апреля 1931 года под командованием самого Магальянша Коррейи.
26 апреля первая попытка высадки у Канисала не удалась. На следующий день правительственным войскам удалось высадиться в районе реки Сан-Лоуренсу. Последовали семь дней боёв, в результате которых войска, верные правительству, во главе с полковником Фернанду Боржесом вступили в столицу острова. После занятия Машику продвижение правительственных войск замедлилось в результате уничтожения восставшими мостов. Тем не менее, благодаря поддержке местных жителей, которые обеспечили транспорт и проводников, правительственным войскам удалось продолжить продвижение в Фуншал. Наконец, 2 мая повстанцы прекратили сопротивление и бежали на борту военного корабля HMS London, рассчитывая на нейтральный статус Великобритании. Британцы, однако, выдали генерала Соузу Диаша и более сотни революционеров властям Португалии, которые отправили их в ссылку на Кабо-Верде.
Перед урегулирования ситуации на Мадейре 6 мая мятежные военные в Португальской Гвинее также сложили оружие.